# Rhopalophorella fasciata
Rhopalophorella fasciata är en skalbaggsart som först beskrevs av Leconte 1873.  Rhopalophorella fasciata ingår i släktet Rhopalophorella och familjen långhorningar. Inga underarter finns listade i Catalogue of Life.